# Киликийские войны
Киликийские войны (1137, 1155—1156) — вооружённые конфликты крестоносцев с Византийской империей, предъявлявшей права на Антиохию.

## Первая киликийская война
В 1137 году император Иоанн II Комнин вторгся в антиохийские владения. Несмотря на помощь армянского царя Льва, крестоносцы потерпели поражение. Король Фульк Анжуйский, призываемый антиохийским владетелем Раймундом на помощь, не мог её оказать, поскольку должен был спешить на помощь графу Триполийскому, сильно теснимому султаном Зенги. Фульк был разбит, осажден в одном из замков, который вскоре и сдался. После этого Раймунду пришлось заключить мир с императором. Он должен был присягнуть греческому государю, признать его верховным повелителем Антиохии и обязался променять своё княжество на другие сирийские города, которые Иоанн намеревался отнять y мусульман.

## Вторая киликийская война
В 1155 году, в правление императора Мануила I, вспыхнула война между ним и армянским владетелем Фором, которому помогал антиохийский князь Ренальд. Для своих походов в Малую Азию император по примеру древних римлян прокладывал военные дороги. Однако крестовый поход Конрада III и Людовика VІІ заставил его отказаться от этого предприятия и сосредоточить войска во внутренних провинциях империи. Ввиду этого византийский полководец Андроник (впоследствии император, 1183—1185), отправленный с частью войск в Киликию против армян, не мог достигнуть поставленных целей и вскоре был отозван в Константинополь.